# Nihon Tai-Jitsu
El Nihon Tai-Jitsu (日本 体 术) que vol dir tècniques de cos japoneses, és una art marcial d'origen japonès, però la concepció de l'art és de tall occidental, la base fonamental de l'art des del punt de vista tècnic està molt vinculada al Daito Ryu Aiki Jujutsu.

## Història
Després de l'abolició del feudalisme al Japó per la Restauració Meiji els guerrers samurais, autèntics hereus de la tradició marcial japonesa, esdevingueren obsolets, se'ls prohibia portar espasa i els Bugei de les seves famílies moltes vegades es van perdre totalment. Un d'aquests samurais de nom Sokaku Takeda (1859-1943) es troba a un dels clans més antics i famosos de guerrers. Va començar l'ensenyament de la Daito Ryu a persones alienes al seu clan. Entre els seus alumnes cal destacar Morihei Ueshiba (1883-1969), el que fou posteriorment fundador de l'Aikido i mestre de Minoru Mochizuki. Un estudiant de Ju jutsu i especialista en educació, Jigoro Kano (1860-1938), va sistematitzar, a partir de la unió de tècniques de diversos estils diferents de Ju jutsu i el suport del poderós Dai Nihon Butokukai, una art marcial transformat després en esport, creant el Judo, estès avui en dia per tot el món i considerat un excel·lent mètode no només esportiu, sinó sobretot també educatiu. Jigoro Kano, va observar amb horror que les arts marcials tradicionals ràpidament desapareixien i les seves tècniques desenvolupades al llarg de centenars d'anys es perdrien inexorablement.
Kano va crear un grup d'estudiosos entre els seus alumnes més avantatjats, als que va enviar a practicar amb mestres de major experiència i prestigi de les diferents escoles que encara no s'havien extingit. Un dels alumnes d'aquest grup va ser el prestigiós mestre Minoru Mochizuki (1906-2003), el qual va ser enviat a estudiar amb Morihei Ueshiba, aprenent l'antic art del Daito Ryu, Karate amb Funakoshi, amb Kenjutsu Kobudo i els millors mestres de la seva època. Després de la Segona Guerra Mundial, les arts marcials van ser prohibides al Japó, l'any 1951 Minoru Mochizuki va ser enviat a França a ensenyar Judo i Aikido, ensenyant a més altres arts com el Kendo i el Tai-Jitsu com a part del treball sense armes de l'escola Daito Ryu, formant un grup d'alumnes que Posteriorment divulgaríen els seus ensenyaments. Entre això es trobava un jove, (1931-1962 Jim Alcheik), que es va convertir en un dels seus més fidels estudiants, viatjant al Japó i romanent allà diversos anys una vegada que Minoru Mochizuki va retornar al seu país.

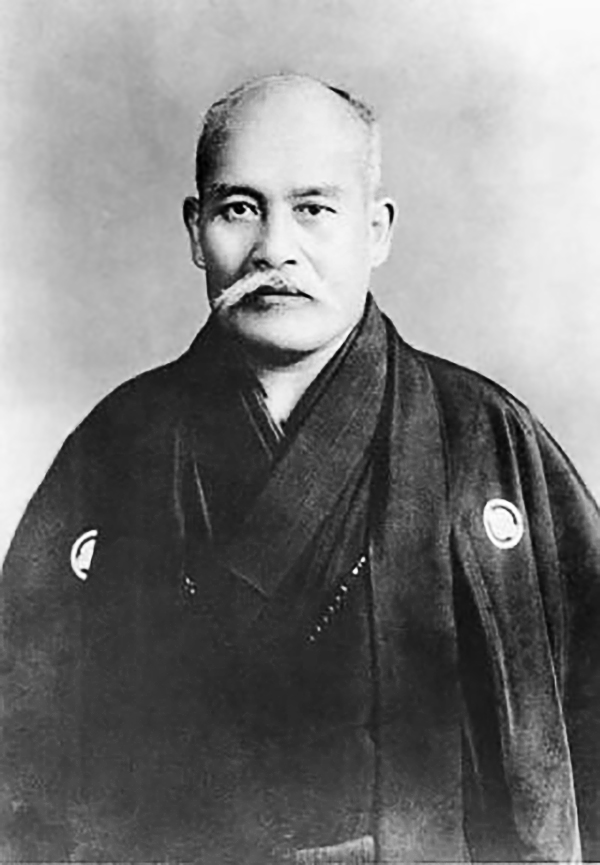
Morihei Ueshiba, fundador de l'Aikido.

En tornar del Japó Jim Alcheik va fundar la Federació Francesa d'Aikido, Tai-Jitsu i Kendo, però el 1963 Jim Alcheik mor després d'un atemptat a Algèria mentre treballava per a l'Exèrcit francès i un dels seus alumnes destacats, Roland Hernaez (1934 -) s'encarrega de mantenir l'organització del Tai-Jitsu, creant una metodologia d'ensenyament més d'acord amb la mentalitat occidental. Aquesta metodologia va ser Presentada al Japó al mestre Minoru Mochizuki, la que l'autentifica amb el nom de Nihon Tai-Jitsu, certificant amb això l'autèntic origen japonès de les seves tècniques.

## Detalls de la pràctica
L'uniforme de pràctica emprat en Nihon Tai Jitsu és el keikogi o Taijitsugi, l'art fa servir el sistema de cinturons Kiu/Dan com moltes de les Gendai budo, començant pel cinturó blanc (6è Kiu) i ascendint un groc (5è Kiu), taronja (4t Kiu), verd (3r Kiu), blau (2n Kiu), marró (1r Kiu) i finalment el negre (1r Dan) fins al 10è Dan.
- Graus dels cinturons de colors (Kiu)

| Grau          | 6è Kyu        | 5è Kyu       | 4t Kyu          | 3r Kyu       | 2n Kyu       | 1r Kyu        |
| Color         | blanc         | groc         | taronja         | verd         | blau         | marró         |
| Representació | Cinturó blanc | Cinturó groc | Cinturó taronja | Cinturó verd | Cinturó blau | Cinturó marró |

- Graus superiors (Dan)

| Grau  | 1r Dan                        | 2n Dan                           | 3r Dan                           | 4t Dan                             | 5è Dan                           | 6è Dan                          | 7è Dan                          | 8è Dan                           | 9è Dan                          | 10è Dan         |
| Color | Negre amb una ratlla vermella | Negre amb dues ratlles vermelles | Negre amb tres ratlles vermelles | Negre amb quatre ratlles vermelles | Negre amb cinc ratlles vermelles | Negre amb sis ratlles vermelles | Negre amb set ratlles vermelles | Negre amb vuit ratlles vermelles | Negre amb nou ratlles vermelles | Cinturó vermell |

## Sèries
Les sèries són 15 grups de Kihon waza (grups de 4 moviments cada un entrenen diferents formes d'esquives, parades, cops, luxacions, projeccions, estrangulacions i immobilitzacions).

### Soto kansetsu waza (Luxacions exteriors)
- Robuse
- Kote Gaeshi
- Yuki Chigae
- Tembin Gatame

### Uchi kansetsu waza (Luxacions interiors)
- Kote Gatame
- Ude Gatame
- Ude Garami
- Yama Arashi

### Soto Nage waza (Projeccions exteriors)
- O Soto Gari
- Muka Daoshi
- Hachi Mawashi
- Ko Soto Gari

### Uchi Nage waza (Projeccions interiors)
- Ippon Seu Nage
- O Goshi
- Tai otoshi
- Shiho Nage

### Soto Shime waza (Estrangulacions exteriors)
- Hadaka Jime
- Sode guruma Jime
- Kata Ha Jime
- Eri Jime

### Katame waza (Immobilitzacions)
- Kote Gaeshi Gatame
- Tate Gassho Gatame
- Kote Mawashi Gatame
- Sangaku Gatame

### Ashi kansetsu waza (Luxacions de cama)
- Kata Ashi Hishigi
- Kata Ashi Hishigi (Variant)
- Hiza Hishigi
- Ashi Dori Garami

## Kates
Els kates són unes sèries de tècniques encadenades de defensa i atac en diferents direccions contra un o diferents adeversaris, en un combat imaginari. Al Tai Jitsu existeixen 12 kates.

### Kates bàsics
- Tai Jitsu Primer Kata
- Tai Jitsu Segon Kata
- Tai Jitsu Tercer Kata

### Kates fonamentals
- Tai Jitsu No Kata Shodan
- Tai Jitsu No Kata Nidan
- Tai Jitsu No Kata Sandan
- Tai Sabaki No Kata
- Tai Jitsu No Kata Yodan
- Ichiban Kihon Kata

### Kates superiors
- Juni No Kata
- Yori No Kata
- Tai Jitsu No Kata Godan

## Defensa personal
Com a art de defensa, el Nihon Tai-Jitsu representa una completíssima agrupació de cops, luxacions, projeccions, estrangulacions, que es complementen entre si per aconseguir una defensa efectiva davant de qualsevol intent d'agressió mitjançant cops, agafades, atacs armats o lluita a terra.
Els seus grups tècnics estan compostos per 24 tècniques de base (agafades de les mans que es defensen per cop, projecció i luxació) i kata (diverses formes de kata individual i amb company).
Organitzativament el Nihon Tai-Jitsu és reglamentat per la Federació Internacional de Nihon Tai-Jitsu amb seu a França.